# Давыдовы (деревня)
 Давыдовы  — деревня в Орловском районе Кировской области. Входит в состав Орловского сельского поселения.

## География
Расположена у южной границы райцентра города Орлова.

## История
Известна с 1802 года как починок Калямовский с 28 дворами. В 1873 году здесь (деревня Давыдовы) дворов 9 и жителей 75, в 1905 году (выселок из починка Колямовского или Давыдовы) дворов 76 и жителей 102, в 1926 (деревня Давыдовы) 17 и 94, в 1950 19 и 63, в 1989 5 жителей.
С 2006 по 2011 год административный центр Подгороднего сельского поселения.

## Население
| 2010 |
| ---- |
| 35   |

Национальный и гендерный состав
Согласно результатам переписи 2002 года, в национальной структуре населения русские составляли 100 % из 33 чел.. Мужчин — 17, женщин — 16.

## Инфраструктура
Мебельная фабрика.

## Транспорт
Автобусное сообщение.